# Pinky (strip)
Pinky is een Italiaanse stripreeks rond stripfiguur Pinky die werd bedacht en getekend door Massimo Mattioli. De strip bestaat sinds oktober 1973 en verscheen in het stripmagazine  Il Giornalino.

## Beschrijving
De strip bestaat uit avontuurtjes, meestal rond de roze konijn-paparazzo genaamd Pinky, die zich afspelen in een surrealistische wereld. Het idee van een roze konijn haalde hij uit een knuffelkonijn dat hij zag in een speelgoedwinkel. In de strips gaat Pinky op zoek naar interessant nieuws.